# Autorretrato em um vestido de veludo
Autorretrato em Vestido de Veludo (espanhol: Autorretrato con traje de terciopelo) é uma pintura a óleo sobre tela de 1926 da artista mexicana Frida Kahlo.

## Descrição e Análise
Autorretrato em um Vestido de Veludo é o primeiro autorretrato formal de Frida Kahlo, pintado em 1926, aos 19 anos, pouco tempo depois do acidente de bonde que mudou dramaticamente sua vida. Este autorretrato é não apenas uma representação de sua imagem, mas uma declaração precoce sobre identidade, dor e desejo.
A obra também marca simbolicamente o início de uma das maiores jornadas autobiográficas da história da arte, já que Frida transformaria o autorretrato em um gênero pessoal — quase terapêutico — ao longo de sua carreira.
No retrato, Frida se apresenta com uma postura elegante, pescoço alongado e vestindo um vestido de veludo vermelho escuro, com detalhes renascentistas no corte. O fundo azul escuro é movimentado por ondas ondulantes, que conferem profundidade e ritmo à cena, sugerindo um espaço quase onírico. O olhar é penetrante, dirigido ao espectador, carregando tanto fragilidade quanto uma dignidade consciente.
Há aqui claras influências do retrato renascentista europeu, especialmente dos retratos de artistas como Modigliani (cujo alongamento das formas é lembrado no pescoço de Frida) e Botticelli, além de ecos do realismo mágico mexicano que mais tarde se tornaria uma marca forte em sua pintura.
Este autorretrato é importante porque marca o início do que Frida viria a construir como um diário visual da sua própria vida. Ao contrário dos autorretratos acadêmicos e realistas de sua época, ela não buscava apenas registrar uma semelhança física, mas explorar a relação profunda entre corpo, mente, desejo e sofrimento. Foi pintado durante um momento de reclusão física e emocional. Frida ainda se recuperava do trágico acidente de 1925, que lhe causou fraturas múltiplas e deixou sequelas para o resto da vida. Além disso, o quadro foi feito como um gesto de reconciliação e amor: era destinado ao seu então namorado, Alejandro Gómez Arias, com quem tinha um relacionamento atribulado.
Nesse sentido, o retrato funciona quase como uma carta visual, na qual Frida não só oferece sua imagem, mas reafirma sua força e seu desejo de ser amada e reconhecida como mulher e artista, mesmo no meio da dor e da transformação física.
Frida, ainda muito jovem, já aponta a força que seu trabalho teria: a de transformar o íntimo em universal e o corpo feminino — tradicionalmente representado por outros — em expressão soberana de subjetividade.